# Bank of Scotland
Bank of Scotland är en kommersiell bank baserad i Skottlands huvudstad Edinburgh i Storbritannien. Banken ingår sedan 2009 i Lloyds Banking Group. Den var den första i Europa att ge ut tryckta sedlar och har än idag rätt att ge ut egna sedlar.